# Jean Frédéric Wentzel
Pour les articles homonymes, voir Wentzel.
Jean Frédéric Wentzel, né le 15 octobre 1807 et mort le 27 juillet 1869 à Wissembourg (Bas-Rhin), est un graveur-imprimeur qui fonde une importante imprimerie d’imagerie populaire lithographique et typographique dans sa ville natale.

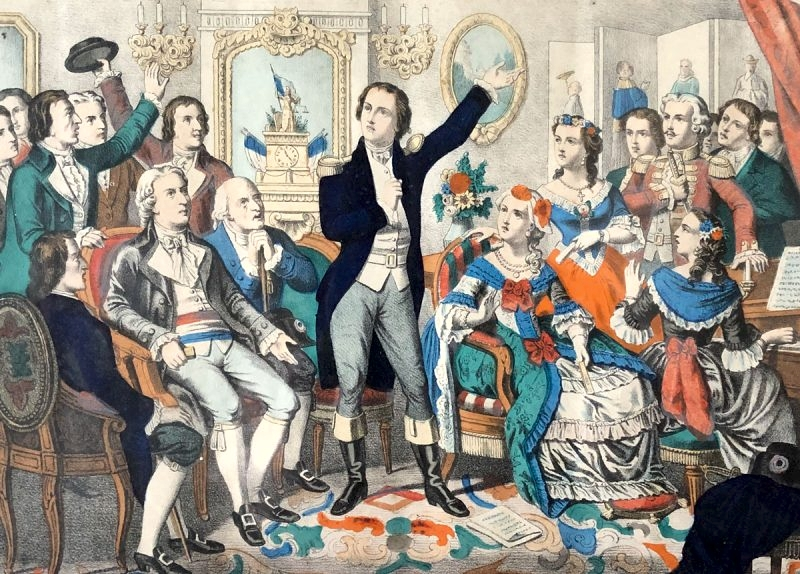
Rouget de Lisle chante La Marseillaise à Strasbourg dans les salons du maire, le baron de Dietrich (lith. de J.-F. Wentzel)

## Biographie
Fils de Philippe Frédéric Wentzel, artisan gantier à Wissembourg, et de Catherine Lehr, il entre, après sa scolarité, comme apprenti chez un relieur. Son apprentissage achevé, il exerce sa profession à Paris.
De retour à Wissembourg, il est attiré par les possibilités de la lithographie naissante. Encouragé et aidé financièrement par des amis, il fonde son premier atelier au Faubourg de Landau à Wissembourg en 1831. Il se marie avec Marie-Sophie Esser qui lui donne six enfants, dont deux fils, Charles-Frédéric (1833-1911) et Frédéric-Charles (1839-1877).

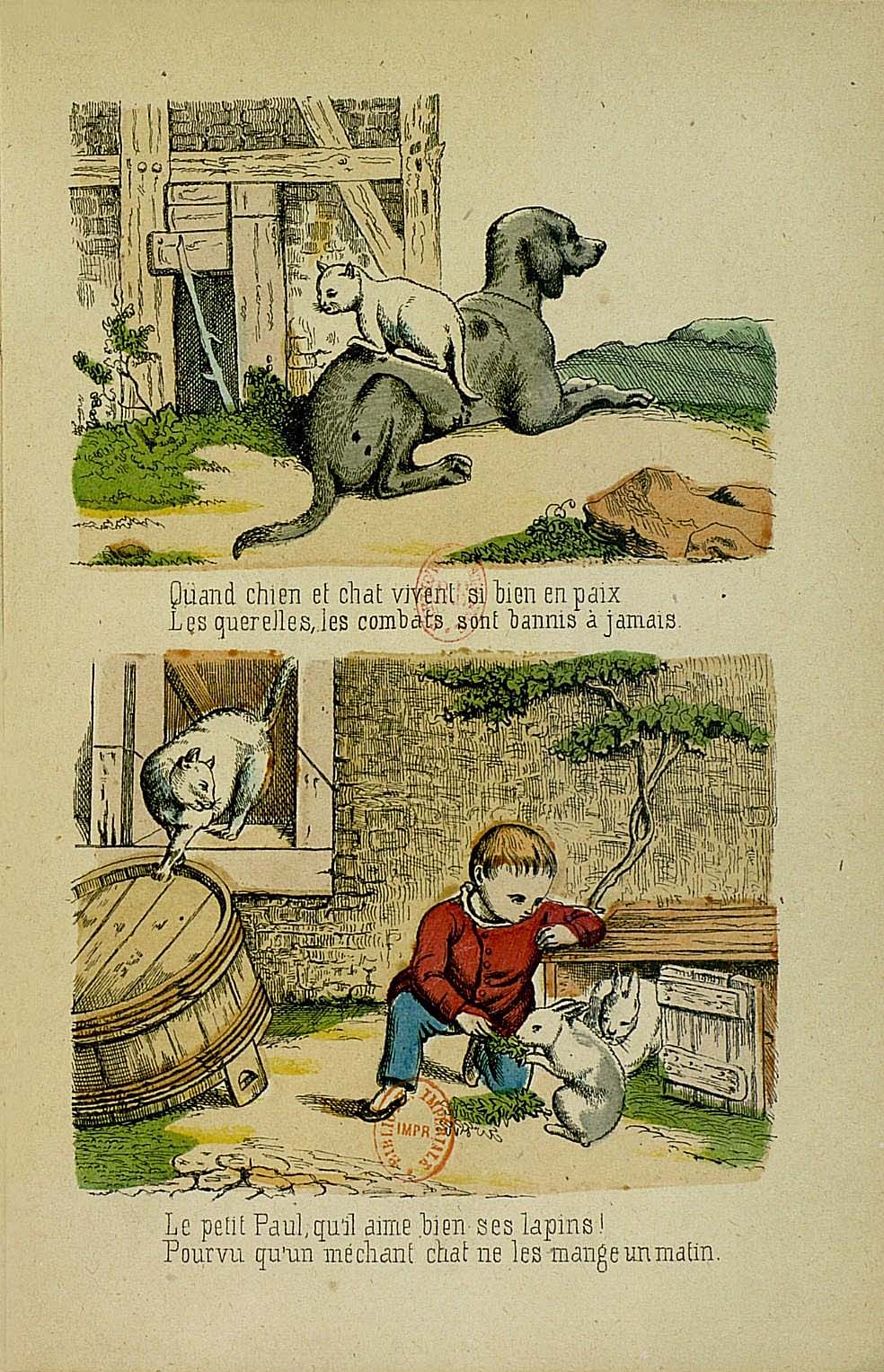
Planche de Lectures illustrées de l'enfance (1860)

D’abord vouée essentiellement à la production d’images religieuses, l’imagerie de Wissembourg se diversifie progressivement et devient vite florissante et prospère.
Outre l’édition de livres et d’imprimés divers, elle est surtout réputée dans toute l’Europe pour son imagerie populaire. Moins célèbre que l’Imagerie d'Épinal, elle a pourtant connu son âge d’or et la qualité artistique des lithographies a été reconnue pour sa production variée d’images religieuses, d’estampes, de livres d’images, de personnages et de jeux de construction à découper, et enfin ses pantins et ses images militaires.
Dès 1845, l’atelier compte près d’une dizaine de presses à main et fait appel à de la main d’œuvre d’Allemagne et de Suisse.
À la mort de Jean Frédéric Wentzel en 1869, l’entreprise possède dix-huit presses lithographiques dont une à vapeur, trois presses typographiques, deux presses à impression de tissus et cinq presses à gravures. Elle emploie vingt-six ouvriers typographes, seize dessinateurs et ouvriers lithographes et plus de cent-vingt coloristes, essentiellement des femmes et des enfants.
Sa production est largement diffusée à travers l’Europe par des centaines de colporteurs. L’Exposition universelle de Paris de 1867 et l’ouverture d’un « Office de vente situé au 65 rue Saint Jacques à Paris » consacrent la production de l’atelier et sa reconnaissance internationale est totale. Les textes de ses images sont traduits en allemand, anglais, italien, hébreu et arabe.
Charles-Frédéric s’occupe plus particulièrement de l’imprimerie tandis que son frère Frédéric-Charles dirige l’édition.
Mais la Guerre franco-prussienne de 1870 et plus particulièrement la Bataille de Wissembourg laisse la ville exsangue et perturbe le développement de l’imprimerie en la privant de sa clientèle française.
Après décès de Frédéric-Charles en 1877, sa veuve s’associe en 1880 avec le fondé de pouvoir de la firme, Georg Friedrich Camille Burckardt, qui continue sous la dénomination « F.C. Wentzel – C. Burckardt Nachfolger ». Burckardt meurt à son tour en 1888.

## Postérité
Ses successeurs poursuivent l’activité sous la dénomination « C. Burckardt Nachfolger Inh Emil Schenk und Hermann Jungk ». Mais l’entreprise périclite lentement, et n’occupe plus que quarante ouvriers en 1894 et vingt-cinq en 1903.

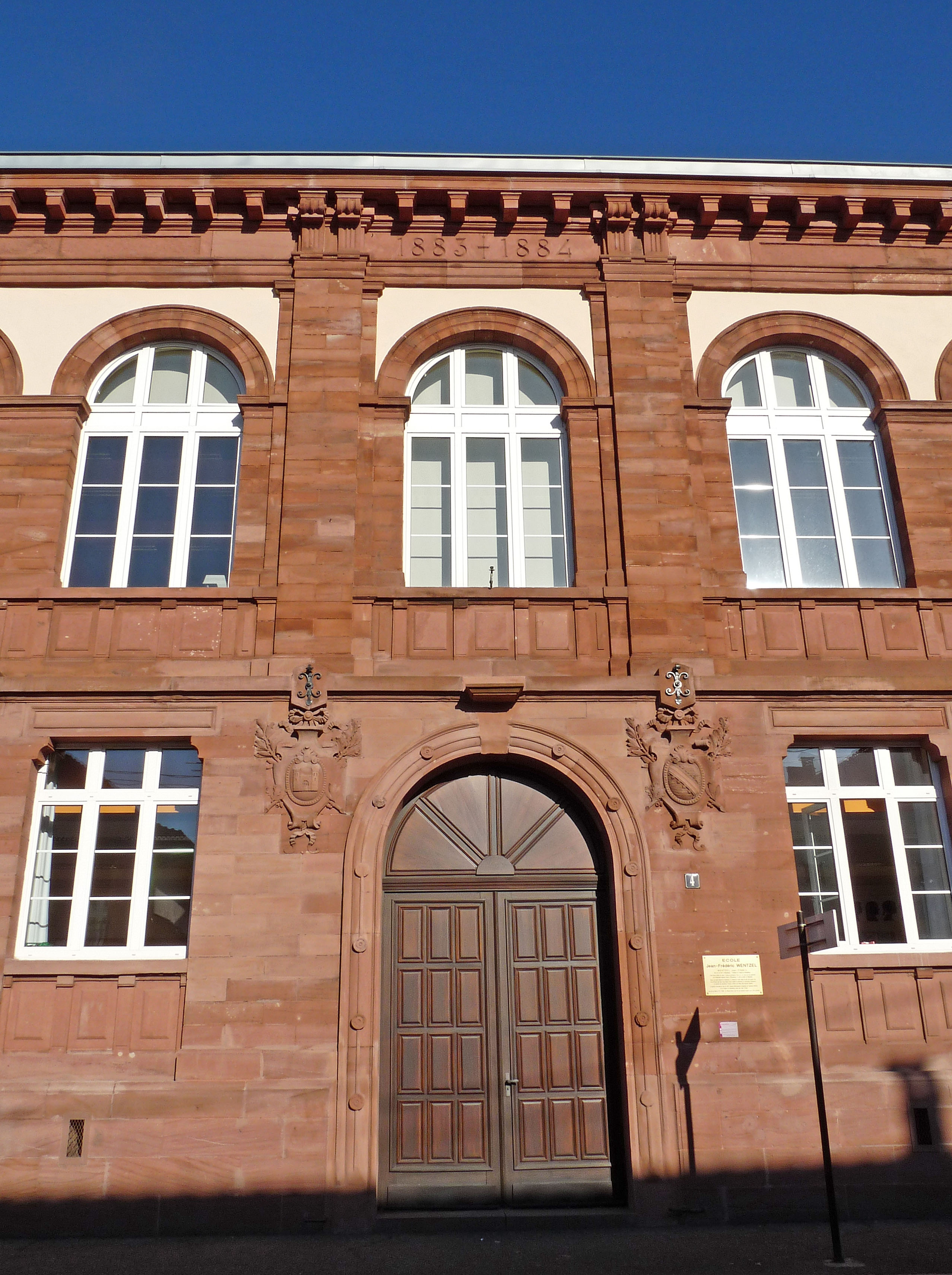
École Jean-Frédéric Wentzel à Wissembourg

En 1906, René Ackermann, ami de la famille Wentzel, relance l’affaire et édite son propre journal, le Weissenburger Zeitung. Au lendemain de la guerre 14-18, l’imprimerie reprend ses activités sous le nom de « R. Ackermann, anct. Wentzel » puis sous appellation d’« Imprimerie Ackermann, journal de Wissembourg », à la suite de sa reprise par Charles Ph. Ackermann en 1929.
En 1955 l’imprimerie est acquise par Charles Muller. Très attaché au patrimoine et aux traditions de la maison Wentzel, il cherche, à travers un musée, des expositions et diverses publications, à faire reconnaître à sa juste valeur l’imagerie Wentzel. 
L’imprimerie de Wissembourg a parcouru un chemin parsemé de succès mais les difficultés du secteur et les obstacles économiques ont eu raison de la société qui cesse son activité en janvier 2007.
Aujourd’hui Anmarie Bendel et Jean Frédéric Muller, la fille et l’un des fils de Charles et de Fried Muller, se mobilisent pour faire revivre cet héritage et partager leur passion de l’art populaire en suscitant recherches, organisation de colloques et d'expositions sur l’imagerie populaire de Wissembourg.
Le musée Westercamp de Wissembourg, actuellement fermé, présente une importante section consacrée aux gravures et aux productions imprimées des Wentzel.
D’octobre 2010 à janvier 2011, le Musée alsacien de Strasbourg a organisé au Palais Rohan une exposition intitulée « Des mondes de papier. L’imagerie populaire de Wissembourg ».
Jean Frédéric Wentzel a donné son nom à une école primaire de la cité.
L'artiste contemporain Gérard Collin-Thiébaut, qui vécut à Wissembourg de 1969 à 1975, s'inspira des figurines militaires Wentzel pour ses Artistes en petits soldats 1990.